# ناحیه کلیون، میشیگان
ناحیه کلیون (به انگلیسی: Cleon Township) یک منطقهٔ مسکونی در ایالات متحده آمریکا است که در شهرستان منیستی، میشیگان واقع شده‌است.
 ناحیه کلیون ۹۳٫۴ کیلومتر مربع مساحت و ۹۳۲ نفر جمعیت دارد و ۲۶۹ متر بالاتر از سطح دریا واقع شده‌است.